# Museu da Arte Ruim
Museum of Bad Art (MOBA), ou Museu da Arte Ruim em português, é um museu privado cujo objetivo é "celebrar o labor de artistas cujo trabalho não seria exibido e apreciado em nenhum outro lugar". Possui duas unidades, uma em Dedham, Massachussets, e outra na vizinha Somerville. Sua coleção fixa inclui 500 peças de "arte ruim demais para ser ignorada", das quais entre 25 a 35 ficam em exposição permanente.
O MOBA foi fundado em 1994 depois que o antiquário Scott Wilson mostrou uma pintura que encontrara no lixo a alguns amigos, que sugeriram que ele desse início a uma coleção. Dentro de um ano, as exposições organizadas nas residências dos amigos de Wilson foram tão populares que a coleção exigiu sua própria galeria. O museu mudou-se então para o porão de um teatro em Dedham. Explicando a lógica por trás da fundação do museu, seu co-fundador Jerry Reilly declarou em 1995: "Enquanto cada cidade no mundo tem pelo menos um museu dedicado ao melhor da arte, o MOBA é o único dedicado a coletar e exibir o pior". Para ser incluído na coleção do MOBA, as obras precisam ser originais e servirem a um propósito sério, mas também precisam ter erros significantes que não sejam maçantes; os curadores não estariam interessados em exibir trabalhos deliberadamente kitsch.
O MOBA foi mencionado em dezenas de guias turísticos alternativos de Boston, ganhou destaque em jornais e revistas internacionais, e inspirou diversas outras coleções ao redor do mundo, organizadas para rivalizar seu acervo de atrocidades visuais. Deborah Solomon, da The New York Times Magazine, observou que a atenção que o Museum of Bad Art recebe é parte de uma tendência mais ampla de museus exibindo "o melhor da arte ruim". O museu foi criticado por ser antiartístico, mas seus fundadores negaram a acusação, respondendo que a coleção é uma homenagem à sinceridade dos artistas que perseveraram com sua arte apesar de algo ter dado terrivelmente errado no processo. De acordo com sua co-fundadora Marie Jackson, "estamos aqui para celebrar o direito de um artista fracassar gloriosamente".